# Sent Vençan
Sant Vensan (en francès, Sanvensa) és un municipi francès situat al departament de l'Avairon i a la regió d'Occitània.

## Demografia
| 1962                                       | 1968 | 1975 | 1982 | 1990 | 1999 | 2006 |
| ------------------------------------------ | ---- | ---- | ---- | ---- | ---- | ---- |
| 582                                        | 649  | 625  | 558  | 563  | 506  | 612  |
| Des de 1962: població sense dobles comptes |      |      |      |      |      |      |

## Administració
| Període   | Identitat       | Partit |
| --------- | --------------- | ------ |
| 2001-2008 | Roger Bedel     |        |
| 2008-     | Suzette Clapier |        |